# Locmaria-Berrien
Locmaria-Berrien è un comune francese di 235 abitanti situato nel dipartimento del Finistère nella regione della Bretagna.

## Società

### Evoluzione demografica
Abitanti censiti